# Villa Balnearia 7 de Marzo
Villa balnearia 7 de marzo es una localidad del extremo sudeste de la provincia de Buenos Aires, pertenece al partido de Patagones.

## Descripción
Villa balnearia 7 de marzo está ubicada a 35 kilómetros de Carmen de Patagones y se halla en la desembocadura del Río Negro en el Mar argentino, lo que lo convierte en el último balneario del litoral marítimo bonaerense y poblado más austral de la provincia. Antiguamente se la conocía como La Baliza.
Fue fundada en 1993.